# Christian Pander
Christian Pander (* 28. August 1983 in Münster) ist ein ehemaliger deutscher Fußballspieler, jetziger Sportmentor und Mentaltrainer.

## Karriere

### Vereinskarriere

#### Jugend
Im Alter von fünf Jahren startete Pander seine Jugendkarriere beim SC Nienberge. Er war zunächst nicht fußballbegeistert und ging nur wegen der Hartnäckigkeit seiner Mutter weiterhin zum Training. Durch die WM 1990 in Italien entdeckte Pander sein Interesse am Fußball. Ab dann spielte Pander in den Jugendmannschaften vom SC Greven 09 und Preußen Münster. 2001 wechselte er zum A-Jugend-Team des Bundesligisten FC Schalke 04.

#### FC Schalke 04

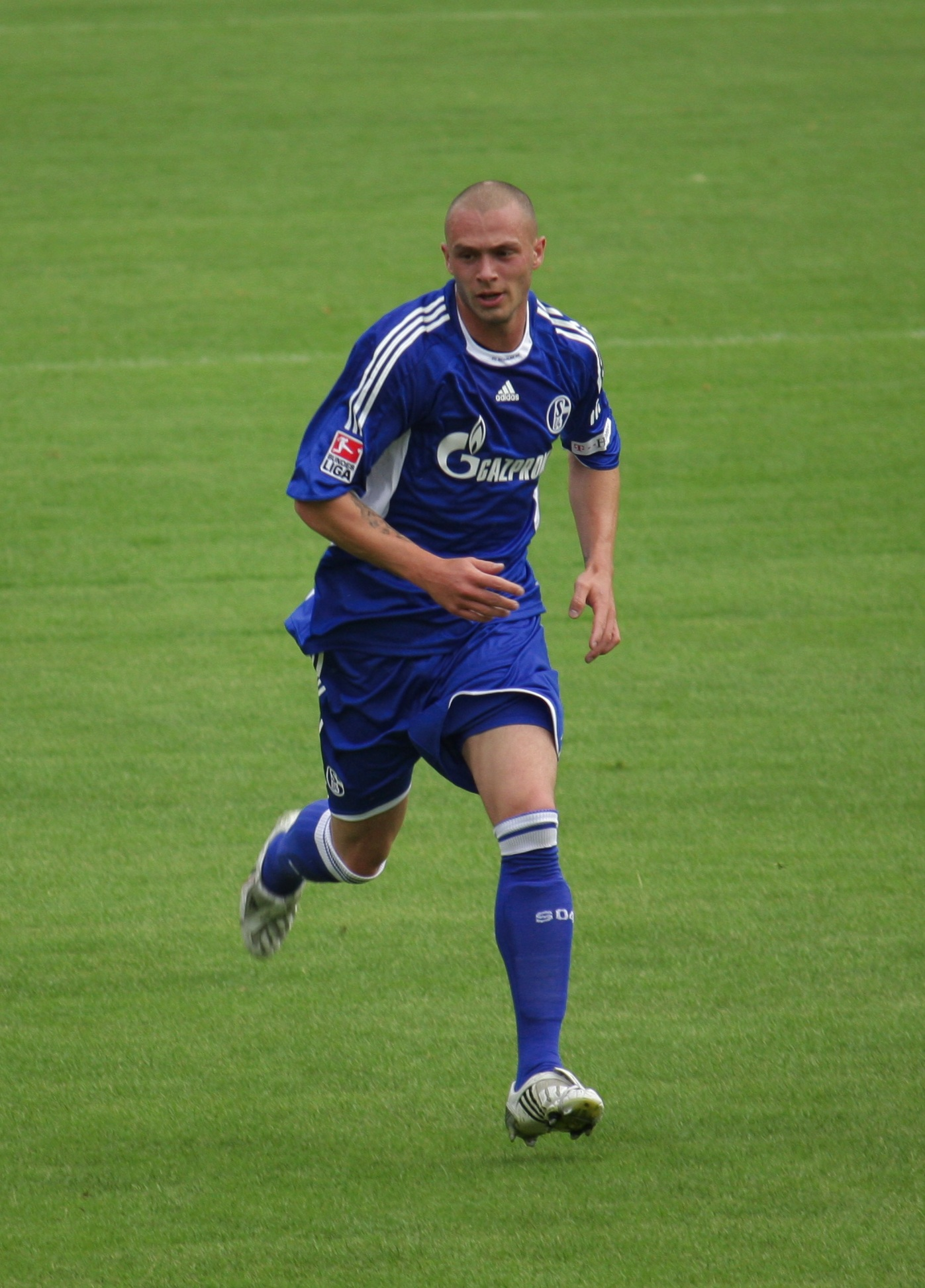
Pander im Trikot des FC Schalke 04

Im August 2002 stand Pander am ersten Spieltag der Saison 2002/03 unter Frank Neubarth erstmals im Spieltagskader der Profis, kam aber nicht zum Einsatz. Bis Mitte September 2002 folgten drei weitere Kadernominierungen in der Bundesliga. Am 19. September 2002 debütierte er im UEFA-Cup. Ab der Saison 2004/05 gehörte er fest dem Profikader an. Von April 2005 bis September 2006 fiel Pander aufgrund der Folgen eines Teilabrisses des Innenbandes und des hinteren Kreuzbandes im linken Knie aus. Obwohl er durch diese Verletzungspause kein einziges Spiel bestreiten konnte, wurde während dieser Zeit sein Vertrag bei Schalke verlängert. Ab September 2006 trainierte er wieder zusammen mit den Profis vom FC Schalke 04. Beim Spiel gegen den FC Bayern München am 5. November 2006 lief er erstmals wieder für die Königsblauen auf und konnte nach drei weiteren Spielen am 18. November 2006 im Spiel gegen Energie Cottbus sein erstes Tor nach dem Comeback erzielen.
Eine weitere Verletzungspause musste Pander zu Beginn der Rückrunde 2007 hinnehmen. Kurz vor dem ersten Spiel gegen Eintracht Frankfurt erlitt er einen Bänderriss. Er wurde durch Darío Rodríguez vertreten. Ab dem 26. Spieltag stand Pander wieder in der Startelf.
In der Saison 2008/09 hatte er ebenfalls mit vielen Verletzungsproblemen zu kämpfen und kam daher nur auf 17 Ligaspiele, das letzte davon am 10. Mai 2009 bei Borussia Mönchengladbach.
Da er in der Saison 2009/10 weiterhin mit Verletzungen zu kämpfen hatte, konnte er in dieser Spielzeit kein einziges Bundesligamatch absolvieren. Am 6. April 2010 kehrte er nach acht Monaten Verletzungspause in das reguläre Training des neuen Coachs Felix Magath zurück. Nach einem weiteren Rückschlag gab er am 4. Dezember 2010 nach 17-monatiger Verletzungspause sein Comeback in der Bundesliga beim 2:0-Heimsieg gegen den FC Bayern München.

#### Hannover 96
Sein zum 30. Juni 2011 auslaufender Vertrag mit dem FC Schalke 04 wurde nicht verlängert. Er verließ den Verein und unterzeichnete am 19. Juni 2011 einen Einjahresvertrag beim Ligakonkurrenten Hannover 96. Im Januar 2012 verlängerte er seinen Vertrag um drei Jahre bis 30. Juni 2015. Der zum Ende der Saison 2014/15 auslaufende Vertrag wurde nicht verlängert.
Nach anderthalb Jahren der Vereinslosigkeit gab er Ende 2016 bekannt, dass er wegen anhaltender gesundheitlicher Probleme seine Karriere als Profifußballer beendet. In der deutschen Elitespielklasse hatte Pander insgesamt 141 Einsätze zu verzeichnen.

### Nationalmannschaft
Pander wurde von Bundestrainer Jürgen Klinsmann als Neuling für die Asien-Reise der deutschen Fußballnationalmannschaft vom 13. bis 22. Dezember 2004 nominiert, an der er allerdings aufgrund einer Verletzung nicht teilnahm. Sein erstes inoffizielles Länderspiel bestritt er am 25. Januar 2005 in Gelsenkirchen bei einem Benefizspiel gegen eine Bundesliga-All-Star-Auswahl. Danach kam er aufgrund schwerer Verletzungen lange nicht zu einer weiteren Chance. Am 22. August 2007, zweieinhalb Jahre nach seiner ersten Nominierung, feierte er gegen England mit einem Einsatz von Beginn an sein offizielles Debüt in der A-Nationalmannschaft. Ihm gelang hierbei der 2:1-Siegtreffer. Bereits wenige Tage später, am 8. September, endete im EM-Qualifikationsspiel gegen Wales seine kurze Nationalelfkarriere nach der zweiten Partie.

## Titel
- Deutscher Pokalsieger: 2011 (FC Schalke 04)
- Deutscher A-Junioren-Pokalsieger: 2002 (FC Schalke 04)

Individuell
- Torschütze des Monats August 2007[10]

## Nach der aktiven Karriere
Sein 2008 in Münster eröffnetes Sportgeschäft musste 2009 wegen schwacher Umsatzzahlen schließen.
Nach seiner Karriere hat Pander zunächst Sportmanagement studiert und anschließend eine Weiterbildung zum Sportmentor und Mentaltrainer absolviert. Seit 2018 arbeitet er als Mentaltrainer und Coach und gibt branchenübergreifende Workshops und Seminare, auch in der Burn-out-Prävention. Nebenbei engagiert Pander sich seit 2019 mit seiner eigenen gemeinnützigen Fußballschule im Nachwuchsfußball.
Im Januar 2023 schloss sich Pander als sportlicher Experte dem Präsidium von Preußen Münster an. Er legte sein Amt zum 30. Juni 2024 auf eigenen Wunsch nieder, sagte aber zu, mit den Verantwortlichen des Vereins weiterhin im Austausch zu stehen.
Ende April 2025 wurde Pander nach der Trennung von Sascha Hildmann „Teamchef“ der Zweitligamannschaft, die nach dem 31. Spieltag der Saison 2024/25 auf einem Abstiegsplatz stand und punktgleich mit dem Relegationsplatz war sowie fünf Punkte Rückstand auf einen Nicht-Abstiegsplatz hatte. Pander soll seine „Qualifikationen im Bereich Führung und Persönlichkeitsentwicklung“ einbringen, während Kieran Schulze-Marmeling die Aufgaben des Cheftrainers übernimmt. Bei seinem ersten Spiel gelang ein 5:0-Sieg gegen den Aufstiegsaspiranten Magdeburg.

## Trivia
Als 25-Jähriger kaufte er sich einen Bentley. Später erklärte er, dies sei eher Ausdruck von jugendlichem Leichtsinn gewesen, den er allerdings keine Sekunde bereut habe. „Ich hatte damals eine Auto-Macke, und mir diesen Traum zu erfüllen hat mich zum Glück vor weiteren Fehltritten bewahrt. Ich habe den Wagen nach einem Jahr verkauft, weil ich relativ schnell gemerkt habe, dass selbst ein Bentley am Ende nur ein Auto ist, das ich nicht brauche, um das Glück zu finden. Manche Träume sind vielleicht einfach dazu da, dass man sie in Ehren hält und sie nicht erfüllt.“
Panders Hobby-Interessen liegen unter anderem in der Hip-Hop-Musik. Zusammen mit einigen Freunden aus seiner Heimatstadt Münster versucht er sich im Rappen und gründete bereits das Label Hood Production zusammen mit DJ Dokker. Anfang 2006 brachten diese das erste Mixtape auf den Markt, auf dem auch einige Songs von Christian Pander alias „Funky Pee“ zu finden sind.

## Werke
Christian Pander/Florian Höper, Das Fußball-Mindset – offizielle Biografie Christian Pander, Paderborn 2022, ISBN 978-3-9875501-9-5